# 内山喜久雄
内山 喜久雄 （うちやま きくお、1920年（大正9年）6月25日 - 2012年（平成24年）12月20日）は、日本の臨床心理学者。学位は、医学博士（群馬大学・論文博士・1959年）（学位論文「小児緘黙症に関する研究」）。筑波大学名誉教授。正四位勲三等瑞宝章受章。

## 来歴
群馬県生まれ。1944年（昭和19年）東京文理科大学心理学科卒業、群馬大学助教授、1959年「小児緘黙症に関する研究」で群馬大学より医学博士の学位を取得。東京教育大学教授、筑波大学心理学系教授、1994年定年退官、勲三等瑞宝章受章、名誉教授。正四位。

## 著書
- 『特殊児童 診断・指導の実際』岩崎書店 1954 教育全書 学校経営編
- 『問題児臨床心理学』金子書房 1963
- 『困った行動と癖 その直し方』福村出版 1967 乳幼児の教育
- 『性格』福村出版 1969 ママの相談室
- 『自信を回復する法 不安と劣等感を克服するために』日本生産性本部 1975 JPC選書
- 『心の健康 自己コントロールの科学』日本生産性本部 1979
- 『ストレス・コントロール』1985 講談社現代新書
- 『行動療法 講座サイコセラピー』日本文化科学社 1988
- 『生徒指導の実際』放送大学 1990
- 『EQ、その潜在力の伸ばし方』講談社 1997

## 共編著
- 『青年心理学』辰見敏夫,早川元二共編 博文社 1960
- 『催眠学講座 4』大野清志,成瀬悟策共編 黎明書房 1970
- 『講座心理療法』全5巻 高野清純共編集 日本文化科学社 1972-74
- 『最新生徒指導シリーズ』全5巻 沢田慶輔,間宮武共編集 日本図書文化協会 1974
- 『心理療法の技術と実際』高野清純共編著 日本文化科学社 1976
- 『心の健康』高野清純共編 日本文化科学社 1977
- 『行動臨床心理学』編著 岩崎学術出版社 1980
- 『職場のメンタル・ヘルス 「心身症社会」を生きる』小田晋共著 1982 有斐閣選書
- 『登校拒否』編 金剛出版 1983
- 『看護心理学』上里一郎共編 ナカニシヤ出版 1986
- 『ストレス社会と管理者の対応 マジメ人間の心の健康のために』呉守夫共編著 経済法令研究会 1988
- 『新看護心理学』上里一郎共編 ナカニシヤ出版 1989
- 『コンピュータリズム』野田正彰共編 同朋舎出版 1990 メンタルヘルス・シリーズ
- 『産業カウンセリング』編著 日本文化科学社 1994 実践・カウンセリング
- 『臨床教育相談学』編著 金子書房 1996
- 『実践生徒指導・教育相談』山口正二共編著 ナカニシヤ出版 1999
- 『問題行動の見方・考え方』坂野雄二共編著 開隆堂出版 2003 子どもをとりまく問題と教育
- 『エビデンス・ベースト・カウンセリング』坂野雄二共編 至文堂 2004 「現代のエスプリ」 別冊
- 『〈ケーススタディ〉認知行動カウンセリング』上田雅夫共編 至文堂 2004 「現代のエスプリ」別冊
- 『認知行動療法の技法と臨床』坂野雄二共編 日本評論社 2008

## 翻訳
- J.ウォルピ『行動療法の実際』監訳 黎明書房 1971
- S.ラックマン『心理療法の効果』氏森英亜, 江川玟成共訳 黎明書房 1973
- W.ルーテ『創造性開発法 メス・ペインティングの原理と技法』監訳 誠信書房 1981
- ドナルド・ノーフォーク『エグゼクティブ・ストレス 生き残りの戦略』監訳 1984 有斐閣選書R
- J.ウォルピ『神経症の行動療法 新版行動療法の実際』監訳 黎明書房 1987
- A.P.ゴールドシュタインほか『スクール・バイオレンス』監訳 日本文化科学社 1988
- ジョージ・C.ストーン編著『健康心理学 専門教育と活動領域』本明寛共監訳 実務教育出版 1990
- トローワー・P.,ケーシー・A.,ドライデン・W.『実践認知行動カウンセリング 最新の援助技法ガイドブック』監訳 川島書店 1997
- スティーブン・パーマー,ウインディ・ドライデン編『ストレスマネジメントと職場カウンセリング 主要な方法論とアプローチ』監訳 川島書店 2002
- ジェームス・M.オハー編『EAPハンドブック』島悟共監訳 フィスメック 2005
- アーサー・フリーマン責任編集 ステファニー・H.フェルゴワーズ, アーサー・M.ネズ, クリスティン・M.ネズ, マーク・A.ライネッケ編『認知行動療法事典』大野裕,久保木富房,坂野雄二,沢宮容子,富家直明共監訳 日本評論社 2010

## 論文
- 「少年犯罪の動機とその予後」 『児童心理』 第3巻 5号 1949
- 「事例研究法」 『教育心理』 1954
- 「意志の発達」 『現代教育心理学心理学大系 4. 人間における諸機能の発達』 中山書店 1958
- 「小児緘黙症に関する研究」 『北関東医学』 第7巻 4号 1959
- 「学校における問題児と指導」 『性格心理学講座 4. 性格の異常と指導』 金子書房 1960
- 「緘黙の形成要因ならびに心理的機制について」 『児童精神医学とその近接領域』 第1巻 1号 1960
- 「書痙に対する自律訓練の技法および効果について」 『催眠学研究』 7 1962
- "Some clinical consideration concerning the effects of autogenic traning on writer's cramp", In W. Luthe (ed.) Autogenes Traning, 1964
- 「行動療法」 『臨床心理研究』 第6巻 1968
- 「心理治療の過程」 『児童臨床心理学講座 3. 児童の心理治療』 岩崎学術出版社 1969
- 「心理治療の過程」「催眠的方法」 『児童臨床心理学講座 3. 児童の心理治療』 岩崎学術出版社 1970
- 「登校拒否」 『児童臨床心理学講座 5. 児童の臨床心理』 岩崎学術出版社 1970
- 「系統的脱感作法における AT リラクセーションの効果の検討」 『相談学研究』 3 1970
- "Biofeedback-assited desensitization treatment of Writer's cramp", Journal of Behavior Therapy and Experimental Psychiatry, Vol. 8, No. 2, 1977
- 「緊急反応制御に及ぼす AT 標準練習の効果」 『自律訓練研究』 第3巻 1号 1981
- "Crosscultural differences in frontalis muscle tention levels: an exploratry study comparing Japanese and Westerners", Biofeedback and Self-Regulation, Vol. 6, No. 1, 1981

## 学会などでの活動
- 日本学術会議会員（行動科学）第13〜15期（1985-94年）
- 日本行動医学会名誉理事長
- 日本カウンセリング学会常任理事
- 日本行動療法学会理事長。（元職）